# فرانكو فابري
فرانكو فابري (بالإيطالية: Franco Fabbri)‏ هو موسيقي إيطالي، ولد في 1949 في ساو باولو في البرازيل.

## وصلات خارجية
- فرانكو فابري على موقع ميوزك برينز (الإنجليزية)
- فرانكو فابري على موقع ديسكوغز (الإنجليزية)